# 東吾妻山
東吾妻山（ひがしあづまやま）は福島県福島市および猪苗代町にある火山。

## 概要
吾妻連峰を構成する山の一つ。標高は1,974.7メートル。福島市内の最高地点であり、三等三角点「東吾妻」が設置されている。なだらかな山容でオオシラビソ、コメツガなどの針葉樹林が広がる。山頂付近は森林限界を超え、ハイマツ帯が広がる。
北西の山形県境にある東大巓から一切経山、東吾妻山、土湯峠および安達太良山に至る稜線は、太平洋側と日本海側を隔てる、日本の中央分水嶺となっている。

## 登山
- 浄土平から磐梯吾妻スカイライン沿いに3kmほど南に進んだ鳥子平登山口から景場平湿原を経由して山頂まで約2時間。登山口にはバス停があり、3台分程度の駐車場が整備されている。
- 浄土平から姥ヶ原を経て山頂まで約1時間10分。酸ヶ平湿原、鎌沼を経由するコースもある。

## 周辺の風景
吾妻連峰でも随一の眺めを誇り、中吾妻山、烏帽子山、一切経山、吾妻小富士、高山など吾妻連峰を構成する山々のほか、安達太良山、裏磐梯の湖沼群、磐梯山、猪苗代湖を見渡せる。

## ギャラリー

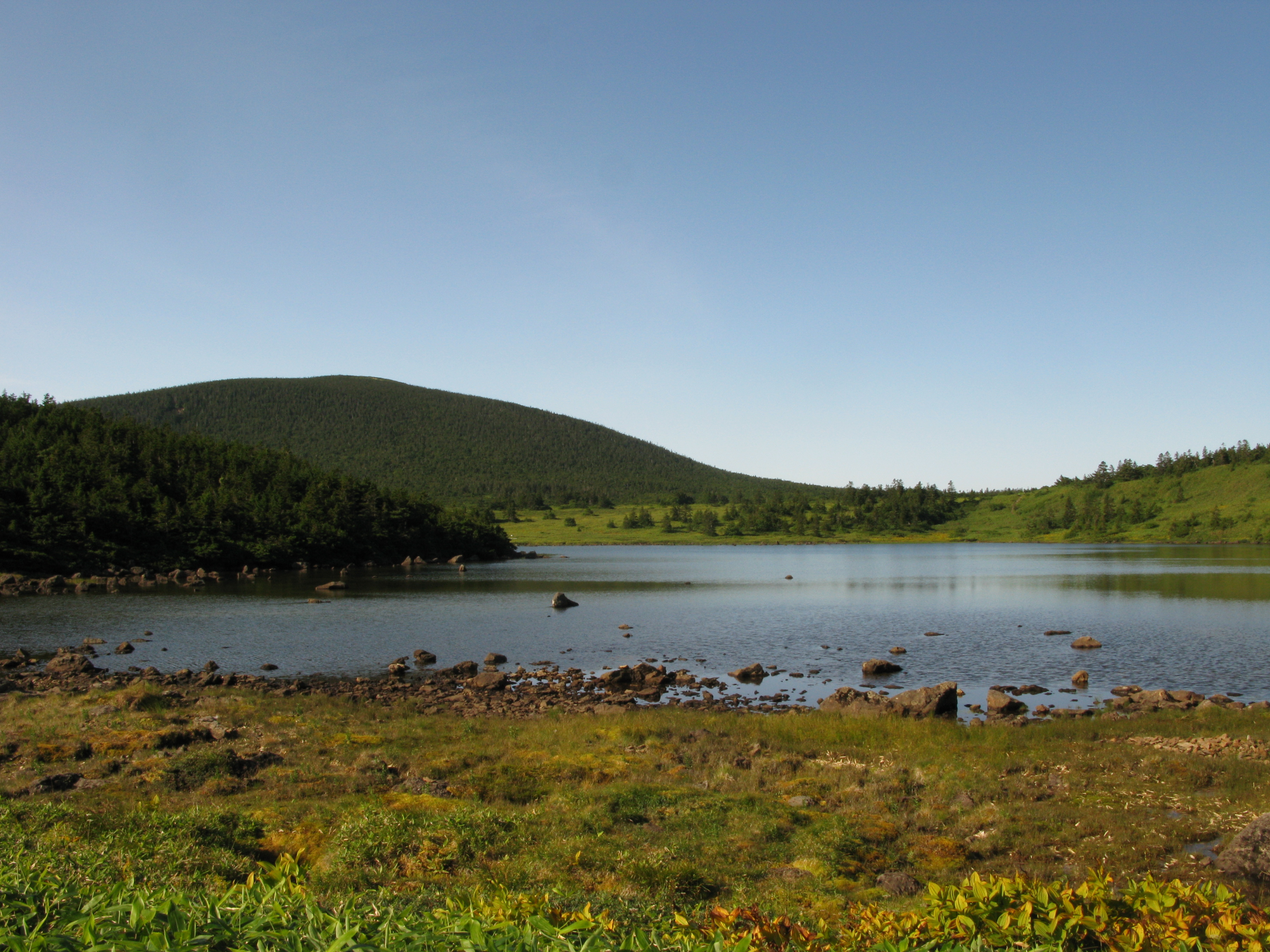
鎌沼から東吾妻山
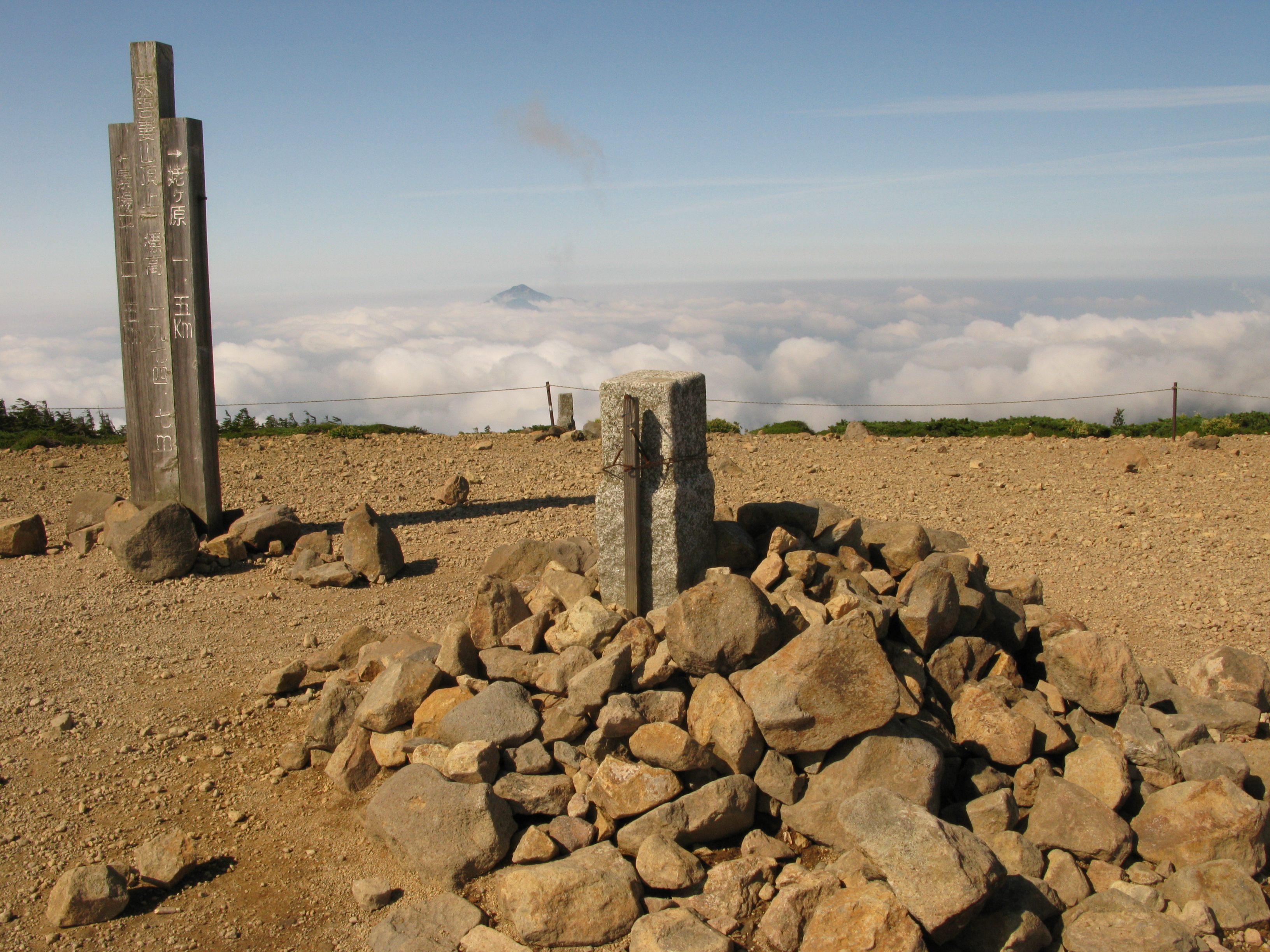
東吾妻山頂の三角点、雲海に浮かぶのは磐梯山頂
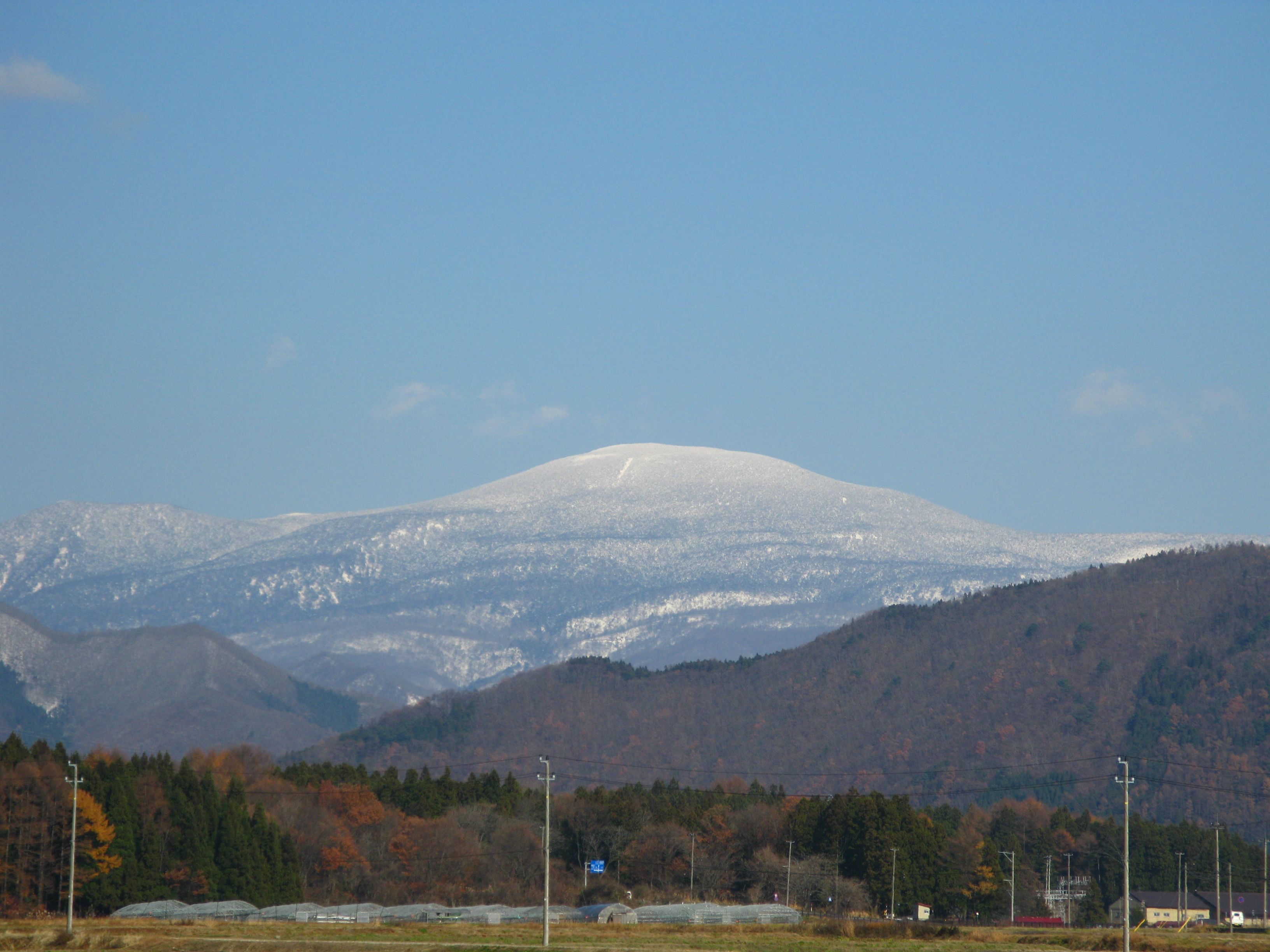
猪苗代町から東吾妻山